# Aipenkuit
Aipenkuit é um estilo de wrestling tradicional brasileiro dos Paracatejê-gavião, do Pará, e dos Tapirapé e Xavante do Mato Grosso.
Faz parte do Jogos dos Povos Indígenas como parte da modalidade luta corporal que é praticada como modalidade de demonstração.